# 小林真佐美
小林 真佐美（こばやし まさみ、1993年12月19日 - ）は、日本の女優、女性歌手。大衆演劇劇団・小林劇団の若手リーダー。

## 経歴
父は二代目小林隆次郎、母は小林真弓、兄は小林真、三代目小林隆次郎、小林正利という大衆演劇一家の長女として生まれる。
小林劇団の劇団員として幼少時から全国で公演した。
2016年4月、熊本県公演中に熊本地震で被災。5月末まで熊本市内にとどまりボランティア活動に携わりながら公演再開に尽力する姿がメディアで注目を集める。
2017年6月28日、シングル「よせよ」でCDデビュー。

## ディスコグラフィー

### シングル
| 枚  | 発売日        | タイトル |
| --- | ------------- | -------- |
| 1st | 2017年6月28日 | よせよ   |

## テレビ番組
- NEWSめんたいPlus(2015年10月20日、福岡放送)
- テレメンタリー それでも幕をあけよう(2016年7月17日、テレビ朝日)
- 泣いて笑って旅役者～がんばるばい!熊本～(2016年11月3日、テレビ朝日)
- NEWS PORT(2017年5月29日、サンテレビ)

## CM
- やずや雪待にんにく卵黄